# Phileurus hospitus
Phileurus hospitus är en skalbaggsart som beskrevs av Heinrich Bernward Prell 1934. Phileurus hospitus ingår i släktet Phileurus och familjen Dynastidae. Inga underarter finns listade i Catalogue of Life.